# 유진 마이어
유진 아이잭 마이어(Eugene Isaac Meyer, 1875년 10월 31일 ~ 1959년 7월 17일)는 미국의 재정가, 공무원이자 신문 발행인이었다. 그는 1933년부터 1946년까지 워싱턴 포스트를 발행하였고, 20세기의 나머지를 통하여 신문은 그의 가족에 머물렀다. 그는 1930년부터 1933년까지 연방준비제도 이사회 의장을 지냈고, 세계은행 그룹의 초대 총재였다.

## 생애와 경력
캘리포니아주 로스앤젤레스의 유대인 집안에서 태어난 마이어는 해리엇 뉴마크와 마크 유진 마이어의 8명의 자식들 중에 하나였다. 그의 모친은 조지프 뉴마크의 딸이었다. 그는 샌프란시스코에서 자라왔고 캘리포니아 대학교 버클리에서 수학하였으나 1년 후에 그만 두고 예일 대학교에 입학하였다. 그는 1895년 문학사를 받았다.
대학 후에 마이어는 자신의 부친이 파트너였던 금융 회사 라자드를 위하여 일하러 갔으나 4년 후 1901년 그만 두고 자신 소유에 나갔다. 그는 성공적인 투자가이자 투기업자였으며 뉴욕 증권거래소에서 의석을 소유하였다. 그는 1910년 루터교도 아그네스 엘리자베스 언스트와 결혼하였고, 그들은 훗날의 캐서린 그레이엄과 또다른 딸 플로렌스 마이어를 포함하여 5명의 자식들을 두었다. 1915년 40세의 나이에 그는 4천만 달러의 가치가 있었다.
1920년 마이어는 더욱 크고, 더욱 나은 화학 회사에 자신의 전망을 달성하는 도움을 주는 데 제너럴 화학의 윌리엄 H. 니컬스와 팀을 이루었다. 마이어와 니컬스는 차례에 허니웰의 특제품의 선구자 얼라이드 시그널의 일부가 되어 후에 얼라이드 화학 주식회사가 된 얼라이드 화학 염색 주식회사를 창조하는 데 5개의 작은 화학 회사들을 합쳤다. 그들은 둘다 허니웰의 뉴저지주 모리스플레인스 본사에 자신들의 이름들을 딴 건물들을 가지고 있다.

## 연방준비제도 이사회 의장
제1차 세계 대전이 일어난 동안 마이어는 우드로 윌슨을 위하여 "원달러맨"으로서 워싱턴 D. C.로 가 전쟁 금융 조합의 우두머리가 되어 교전 후에 거기에서 오랫동안 지냈다. 1927년 캘빈 쿨리지 대통령은 그를 연방 농업 대출국의 의장으로 임명하였다.
1930년 허버트 후버는 그를 연방준비제도 이사회 의장으로 승진시켰다. 그는 비지니스들로 대출을 마련하면서 회사들을 원조하는 데 후버의 비성공적인 시도였던 새로운 재건 금융 조합의 상관으로서 1932년 추가적 절반의 해에 차지하였다. 프랭클린 D. 루스벨트가 대통령이 된 후, 마이어는 1933년 5월 10일 의장직을 사임하였다.
마이어는 통화 자극과 함께 1930년대 초반의 경제적 파멸을 공격하지 않은 것으로 연방준비제도 이사회 의장으로서 비판을 받아와 은행 위기가 벗어날 수 있도록 하였고, 경제 붕괴를 심화하였다. 당시 그의 가장 큰 비판들 중의 하나는 묵시록의 4기사로 지내와 J. P. 모건, 앤드루 멜런과 오그덴 밀스와 더불어 마이어를 비난하였다. 더욱 최근의 비판들은 그들의 경계표가 된 저서 〈미국의 통화 역사〉에서 연방준비제도가 대공황의 심각도를 줄일 수 있었다는 논쟁을 제기하였으나 통화 제도를 관리하고 금융 공황을 개선하는 역할을 실습하는 데 실패한 노벨상 수상자 밀턴 프리드먼과 그의 제자 경제학자 애나 슈워츠를 포함한다.

## 워싱턴 포스트의 매입
1929년 마이어는 워싱턴 포스트를 위하여 5백만 달러의 제안했으나 거부되었다. 1933년 6월 그는 8십 2만 5천 달러를 위하여 파산 경매에 신문사를 사들였으며, 신문사는 그 사회복지사 네드 매클린과 대공황에 의하여 망쳐져 왔다. 마이어는 3주 일찍이 연방준비제도 이사회 의장직을 사임하였고 그는 출판업에서 경험이 없었다. 그러나 그는 워싱턴 포스트를 위하여 2백만 달러까지 입찰하는 데 준비되었으며 윌리엄 랜돌프 허스트를 포함한 다른 입찰자들보다 더욱 많았다. 익명으로 남아있는 데 오히려 좋아했던 마이어는 논문들로부터 집에 있었다. 그의 딸 캐서린마저 구매자의 이름을 몰랐을 때 투기의 몇주 후에 그것은 결국 6월 13일 전국을 통하여 신문들에 공개되었다.
기자 회견으로 자신의 기재에서 마이어는 워싱턴 포스트를 향상시키는 데 서약하였고, 자신의 독립적으로 운영할 것을 단언하였다. 그는 또한 "아무 사람, 단체 혹은 조직"의 영향력 없이 자신의 소유에 워싱턴 포스트를 매입하였다고 말하였다. 그는 잘 알려진 공화당원으로서 자신이 곧 공화당의 원인들을 대변할 것이라는 소문들을 부인하는 데 이 진술을 만들었다. 신문사의 매입으로 기자 회견의 반응은 워싱턴 포스트가 비지니스의 외부로 가지 않고 국가의 수도로부터 뉴스를 지속적으로 보고할 것에 다른 신문사들이 기뻐하면서 긍정적이었으며, 그 중요한 위치가 주어져 하나의 사설은 워싱턴 포스트를 구하는 것이 공공 서비스였다고 말하였다.
신문에서 사설은 식별 가능한 공화당원이 매입을 "저널리즘을 위한 좋은 소식"으로서 칭찬했던 것이었다. 마이어가 사실로 공화당을 관점으로 택할 희망을 표현한 동안 사설은 아마 그가 그렇게 하지 않을 것을 승인하였고, 그가 아무 당 혹은 당수의 비열하지 않은 성원자로 보인 이래 그의 리더십 아래 워싱턴 포스트는 아무도 무시할 수 없는 "어려운 타격과 독립적"인 신문일 것이라고 보증하였다. 그것이 밝혀지면서 마이어는 어떤 문제들에 공화당의 편을 택하였다. 그는 루스벨트의 뉴딜에 반대하였고, 이 일은 특히 전국회복관리에 관한 범위는 물론 워싱턴 포스트의 편집 자세에서 반사되었다.
다음 20년의 세월 동안 마이어는 그 품질을 향상시키는 데 전념하는 동안 비지니스에서 돈을 잃는 신문을 간직하는 데 자신 소유의 수백만 달러를 썼고, 1950년대까지 그것을 결국 지속적으로 수익성이 있었고 좋은 보고와 중요한 사설을 위하여 증가적으로 인정을 받았다. 발행인으로서 마이어는 때때로 이야기들에 기여하였으며 주미 영국 대사 필립 커와 자신의 우정은 월리스 심슨과 에드워드 8세의 관계 보고에 워싱턴 포스트의 특종으로 이끌었다.
제2차 세계 대전 후에 해리 S. 트루먼 대통령은 당시 70세였던 마이어를 1946년 6월 세계 은행의 초대 총재로 임명하였다. 마이어는 워싱턴 포스트의 발행인으로서 자신의 처자 필 그레이엄을 임명하였다. 세계 은행과 6개월 후에 마이어는 워싱턴 포스트로 돌아가 1959년 7월 17일 워싱턴 D. C.에서 자신의 사망까지 워싱턴 포스트 컴퍼니의 의장을 지냈다.
마이어의 누나 플로렌스 마이어 블루멘털은 블루멘털 상을 수상했던 박애주의 조직 프랑코-아메리칸 플로렌스 블루멘탈 재단을 형성한 것으로 주목되었다. 그의 형 에드거 J. 마이어는 RMS 타이타닉의 침몰에 소멸된 앤드루 색스의 딸 레일라 색스 마이어에게 결혼하였다.

## 명예
워싱턴 D. C.에 있는 유진 마이어 초등학교는 1963년 그의 명예에 이름이 붙었다. 그 학교는 2008년에 폐문하였고 건물은 이래 줄곧 학교 시스템에 의하여 스윙 공간으로 이용되어 왔다.